# Lobéké nationalpark
Lobéké nationalpark är en nationalpark i Kamerun.   Den ligger i departementet Département de la Boumba-Ngoko och regionen Östra regionen, i den sydöstra delen av landet, 500 km öster om huvudstaden Yaoundé. Lobéké nationalpark ligger 449 meter över havet. Arean är 2 178 kvadratkilometer.